# Affinity (Stargate SG-1)
Affinity (Afinidad) es el séptimo episodio de la octava temporada de la serie de televisión de ciencia ficción Stargate SG-1. Corresponde al episodio N.º 161 de la serie.

## Trama
Buscando aprender más sobre la cultura humana, Teal'c se traslada a vivir en un departamento en la ciudad. Sin embargo, su deseo de hacer justicia le lleva a entrometerse en situaciones de las que el resto de la gente se mantiene alejada, llamando mucho la atención. 
Teal'c conoce al abusivo novio de Krista, una joven vecina, y tras un tiempo, comienza a enseñarle a ella un arte marcial, llamado Lok'nel, que él practica diariamente en el parque. En esos días, Daniel Jackson y Samantha Carter van a ver a Teal'c para explicarle que debe dejar intervenir en asuntos ajenos y no llamar la atención, aunque dado su forma de ser, saben que le será fácil. 
Días más tarde, la situación de Krista con su novio parece empeorar, y al darse cuenta de esto, Teal’c le advierte al sujeto que lo matara si le hace daño a ella. 
Un día, tras encontrarse con Krista, Teal'c accede llevarla lejos en auto. Sin embargo, al día siguiente de alojarse en un hotel en la carretera, Krista desaparece y Teal'c es arrestado por militares, acusado de haber asesinado al novio de Krista. Las pruebas parecen indicarlo como responsable, pero SG-1 se niega a creer en ello. Carter pide ayuda a su novio Pete Shanahan para investigar la situación, y pronto descubren que alguien vigilaba a Teal'c. En tanto, el Dr. Jackson recibe la llamada de un desconocido que previamente le envió un texto en Goa'uld para traducirlo. A cambio de su ayuda, el sujeto ofrece información para demostrar la inocencia de Teal'c. En secreto, Jackson se reúne con la persona, la que luego de revelarle que fue Krista quien mató a su novio en defensa propia, lo lleva en una camioneta a un hangar. Daniel confirma que se trata se exmiembros del NID, ahora pertenecientes a la organización denominada "Trust". Por otro lado, tras enterarse de que Daniel desapareció, Carter recibe información de Pete que finalmente los lleva a ambos y a unos escuadrones SWAT cerca del lugar donde se encuentra Daniel. Allí, los miembros del Trust revelan tener cautiva a Krista, y amenazan con matarla, si Jackson no les da la traducción. Sin más opciones, Daniel traduce el texto y tras confirmar que es correcto, los hombres lo dejan a él y a la chica inconscientes con un Zat. Luego, justo cuando las tropas de fuerzas especiales a están por irrumpir en el lugar, los hombres del Trust se reúnen y uno activa un dispositivo. Un resplandor se produce y al entrar los soldados, solo hallan a Daniel y a Krista. Mientras ayudan a estos, Pete le propone sorpresivamente matrimonio a Sam. Ella, sin saber que decir, solo atina a sonreír y aceptar, aunque pronto comienza a darse cuenta de todo lo que ello implica.
Al final, Teal’c tiene que regresar al CSG y tras empacar sus cosas, se despide de Krista y de un muchacho que también conoció en el lugar.

## Artistas invitados
- Christopher Attadia como Eric.
- Judith Berlin como la Sra. Conners.
- Peter Bryant como Hoskins.
- David DeLuise como Pete Shanahan.
- Erica Durance como Krista James.
- Benita Ha como Brooks.
- Derek Hamilton como Doug McNair.
- Rob Hayter como Sargento.
- Adrian Hughes como Paul
- Gary Jones como Walter Harriman.
- Brad Kelly como amigo.
- Sean Millington como amigo.
- Kate Mitchell como mujer.
- Michael Rogers como el Coronel Richard Kendrick.
- Brad Sihvon como Joe.
- Clay Virtue como ladrón.
- Lucas Wolf como Jennings.